# Hedwig Dorosz
Hedwig Maria Dorosz, auch Jadwiga Maria Dorosz (* 9. Mai 1905 in Tarnopol, Österreich-Ungarn; † 31. Mai 1946 in Baden), war eine Schweizer Hochschullehrerin und Schriftstellerin.

## Leben
Hedwig Dorosz kam 1912 mit ihren Eltern nach Baden. Später erwarb sie am Seminar Wettingen das Lehrerpatent. Sie unterrichtete für einige Zeit an verschiedenen Gemeindeschulen im Kanton Aargau und an der Bürgerschule von Krotoszyn. Daraufhin begann Hedwig Dorosz ein Studium an der Universität Zürich. Hier lernte sie Gottlob Friedrich Lipps kennen, mit dem sie eng zusammenarbeitete und sich im Herbst 1930, kurz vor dessen Tod, verlobte. 1931 erlangte Hedwig Dorosz den Doktorgrad der Philosophischen Fakultät I. Ab 1934 wirkte sie als Privatdozentin für Ästhetik und Psychologie an der Universität Genf. 1939 kehrte sie nach Baden zurück, wo sie Stellvertretungen an aargauischen Sekundar- und Bezirksschulen versah und sich vor allem ihrer dichterischen Arbeit widmete. 1946 starb Hedwig Dorosz im Alter von 41 Jahren an einer Lungenentzündung. Ihr Nachlass befindet sich im Staatsarchiv Aargau.

## Werke
- Grundlegung der Ästhetik, Diss., H. Beyer & Söhne, Langensalza 1931
- Die Flamme: Gedichte, (Gedichte), Wegweiser-Verlag, Zürich 1939
- Ausklang, (Gedichte), Gropengiesser, Zürich 1946
- Grundfragen der Pädagogik, Gropengiesser, Zürich 1948
- La Vie et le Beau: Essai esthétique, Impression Loepthien, Meiringen 1953